# Бану Цецилія Бенціанівна
Цецилія Бенцианівна Бану (нар. 13 березня 1911, Любеч, Чернігівська губернія — пом. 11 січня 1998, Москва) — радянська та російська літераторка, перекладачка з перської мови, відома дослідниця творчості поета Абулькасима Фірдоусі, авторка повного перекладу «Шахнаме».

## Життєпис
Цецилія Бакалейщик народилася в 1911 році в єврейській родині в Любечі Чернігівської губернії (нині — Чернігівська область). Навчалася на курсах сходознавства, закінчила перське відділення Київського університету святого Володимира за спеціальністю «Іранознавство». Серед персів вона стала відома як Селсела Бану або Цецилія Бану.
Цецилія переїхала до Самарканда у 18-річному віці, де познайомилася з Абулкасимом Лахуті, таджицьким поетом іранського походження, який був професором тамтешньої класичної перської літератури та кореспондентом радянських газет «Правди» та «Известий». Вони одружилися, коли їй було 19 або 20 років. Спочатку родина проживала в Самарканді. Тут Бану Цецилія настільки освоїла таджицьку мову, що працювала диктором на радіо.
Переїхавши до Москви, Лахуті й Бану спочатку жили в його однокімнатній квартирі. Після народження їхніх перших двох дітей в маленькій квартирі стало важко. У 1934 році Лахуті був призначений виконавчим секретарем Спілки радянських письменників і вони переїхали у більшу квартиру. Однак до того моменту, коли вона розпочала свій монументальний переклад Шахнаме, Бану та її родина жили у відносній бідності в підмосковній Іванівці. Це були проблемні роки сталінських репресій, але у середовищі митців, що жили поруч, вони змогли знайти спокій, необхідний для роботи.
Учасниця німецько-радянської війни. Нагороджена медалями.
Вона стала одним із членів-засновників Союзу письменників СРСР у 1934 році за рекомендацією Максима Горького. Вона отримала звання Заслуженого працівника культури Таджицької РСР.
Цецилія Бану померла в Москві 11 січня 1998 року.

## Родина
Дружина національного поета Таджикистану, уродженця Ірану Абулькасима Лахуті. Одружилась у віці 19 або 20 років. У них народилася дочка Лейлі, яка стала іранологом; їх старший син Далір, філолог, філософ і перекладач; молодший син Гіва, журналіст та перекладач. Їх онучка Майя Лагуті стала реставратором мистецтва, а онук Фелікс Лахуті — композитором.

## Переклади
- Лахути А. Два ордена. М., 1936
- Лахути А. В Европе. М., 1936
- Лахути А. Стихи для эстрады. М., 1936
- Лахути А., Садовник. Сталинабад; Л., 1937
- Лахути А., Иран. Сталинабад; Л., 1938
- Лахути А., Кремль. Сталинабад; Л., 1938
- Лахути А., Семья народов. Сталинабад; Л., 1938
- Лахути А., Сердце. Сталинабад; Л., 1938
- Лахути А. Избранная лирика. Сталинабад; Л., 1940
- Лахути А., Вооруженные песни. Сталинабад, 1942
- Лахути А., Алмазы доблести. Сталинабад, 1943
- Лахути А., Непобедимая земля. Сталинабад, 1943
- Фирдоуси А. Шахнаме: Поэма. М. АН СССР, 1957—1989 (переизд., 1994)
  - Первый том ISBN 5-86218-045-1, 5-86128-046-Х
  - Второй том ISBN 5-86218-045-1, 5-86128-044-8
  - Третий том ISBN 5-86218-045-1, 5-86128-048-6
  - Четвёртый том ISBN 5-86218-045-1, 5-86128-049-4
  - Пятый том
  - Шестой том ISBN 5-02-012689-6
- Лахути А., Лирика. М., 1970
- В сад я вышел на заре. Душанбе, 1983.
- Жемчужины персидской поэзии / Переводы Цецилии Бану; Сост., вступ. ст. и прим. Лейлы Лахути. — М.: Летний сад, 2016. — 600 с.: ил. ISBN 978-5-98856-239-9 [До книги увійшли вірші різних жанрів Рудакі, Фірдоусі, Омара Хайяма[11], Сааді, Хафіза, Абулькасіма Лахуті та інших перських і таджицьких поетів.]
- Фирдоуси. Шахнаме / Пер. Цецилии Бану; Сост., предисл., примеч., указатель Лейлы Лахути. — М.: Летний сад, 2017. — 608 с.: ил. — (Жемчужины персидской поэзии. Том 2). — ISBN 978-5-98856-297-9

## Поезія
- Два письма… Сталинабад, 1942
- Нераздельный союз. Сталинабад, 1942
- Рассказ пионера. Сталинабад, 1942